# Parathion
Parathion (Synonym E 605, Folidol), ein Alkylphosphat, ist ein Ester der Thiophosphorsäure (siehe auch Phosphorsäureester) und wird daher auch Thiophos genannt. Im Volksmund wird für das Pflanzenschutzmittel auch der Begriff „Schwiegermuttergift“ verwendet, da das Insektizid für viele bekannt gewordene Suizide und Morde missbraucht wurde.

## Geschichte
Die Substanz und ihre Wirksamkeit wurde 1944 von Gerhard Schrader im Rahmen seiner Arbeiten über Phosphorsäureester entwickelt und untersucht. Nachdem die Unterlagen und Patente 1945 zu den Alliierten übergegangen waren, wurde Parathion ab 1947 unter anderem von American Cyanamid und Monsanto vermarktet, in Europa ab 1948 von der Bayer AG.
Bayer produzierte Parathion (Diäthyl-para-nitrophenolmonothiophosphat) unter der Bezeichnung „E 605“. Dies führt immer wieder zu Verwechslungen mit den von der Europäischen Union verwalteten E-Nummern für Lebensmittelzusatzstoffe. Parathion steht mit diesen in keinerlei Verbindung, da die E-Nummern viel später eingeführt wurden und es keinen Lebensmittelzusatzstoff mit der Kennung „E 605“ gibt. Das E von „E 605“ resultiert vielmehr aus der Tatsache, dass das Laborjournal mit den Versuchen zu neu entwickelten Chemikalien mit insektiziden Eigenschaften in jener Zeit von einer Chemotechnikerin namens E. Ewe geführt wurde. Unter diesen Substanzen befanden sich viele weitere Phosphorsäureester (zum Beispiel auch Potasan, E 838). Das E bei den Lebensmittelzusatzstoffen steht dagegen für „Europa“ bzw. „Europäische Union“ und für englisch edible (‚essbar‘).
Später wurden auf Basis der Struktur von Parathion viele weitere Verbindungen mit ähnlichen Eigenschaften wie Parathion-methyl (ab 1949 produziert) oder Fenitrothion entwickelt und vermarktet.
Im Jahr 1949 wurden bei der Verwendung von „Bayer E 605“ Gesundheitsschäden festgestellt. Da schon die beim Einstäuben der Pflanzen im Freien eingeatmete Menge ausreicht, um schwerste Gesundheitsschäden herbeizuführen, wurde amtlicherseits auf strenge Befolgung der Gebrauchsanweisung ausdrücklich hingewiesen.
Der weltweit erste dokumentierte Mord mit E 605 wurde 1952 von Christa Lehmann verübt.

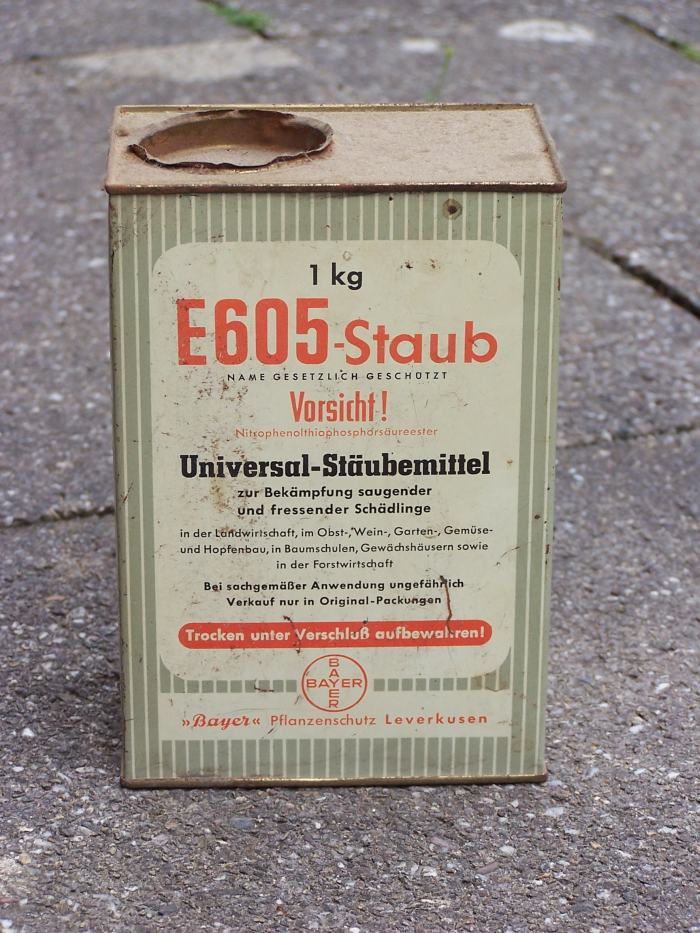
E-605-Staub in einer 1-kg-Dose von ca. 1960

## Gewinnung und Darstellung
Parathion 2 kann durch Reaktion von Diethylphosphorthionchloridat 1 mit Natrium-p-nitrophenolat gewonnen werden.

## Eigenschaften
Parathion ist eine Flüssigkeit, die äußerst toxisch gegen Insekten und Warmblüter wirkt. Es zeigt jedoch keine Giftwirkung gegen Pflanzen. Die Flüssigkeit ist im reinen Zustand farblos und fast geruchlos, die in den Handel kommende technische Verbindung ist aus Sicherheitsgründen gelbbraun gefärbt und mit einem stechend knoblauchartigen Geruch aromatisiert.
Parathion löst sich zu 24 mg/l in Wasser und wird im sauren bis neutralen pH-Bereich nur langsam, im alkalischen dagegen rasch hydrolysiert. Parathion blockiert das Enzym Acetylcholinesterase irreversibel, nachdem es durch oxidative Entschwefelung in sein Sauerstoffanalogon Paraoxon (E 600) umgewandelt wurde. Es wirkt als Kontaktgift und darf daher nicht mit der Haut in Berührung kommen. Die Wirkung des Parathions beruht auf einer anhaltenden Erregung von muskarinischen und nikotinischen Acetylcholinrezeptoren, die aus dem verminderten Abbau des ausgeschütteten Acetylcholins resultiert. Es kommt zu Erbrechen, Durchfall, Schweißausbrüchen, Muskelzuckungen, Kopfschmerzen, Atemlähmungen und schweren Krämpfen. Parathion ist verwandt mit verschiedenen chemischen Kampfstoffen wie Tabun, Sarin und Soman, die jedoch erheblich effektiver die Acetylcholinesterase blockieren.
Eine Bewertung der IARC vom März 2015 kommt zum Ergebnis, dass Parathion aufgrund der Untersuchungen bei Ratten und Mäusen in die Kategorie 2B (möglicherweise krebserzeugend für den Menschen, possibly carcinogenic to humans) eingestuft wird.
Die Verbindung ist thermisch instabil. Oberhalb von 150 °C wird eine stark exotherme, autokatalytisch verlaufende Zersetzungsreaktion mit einer Zersetzungswärme von −326 kJ·mol−1 beobachtet. Als primäre Zersetzungsprodukte wurden aus Umlagerungen resultierende Verbindungen gefunden.

## Verwendung

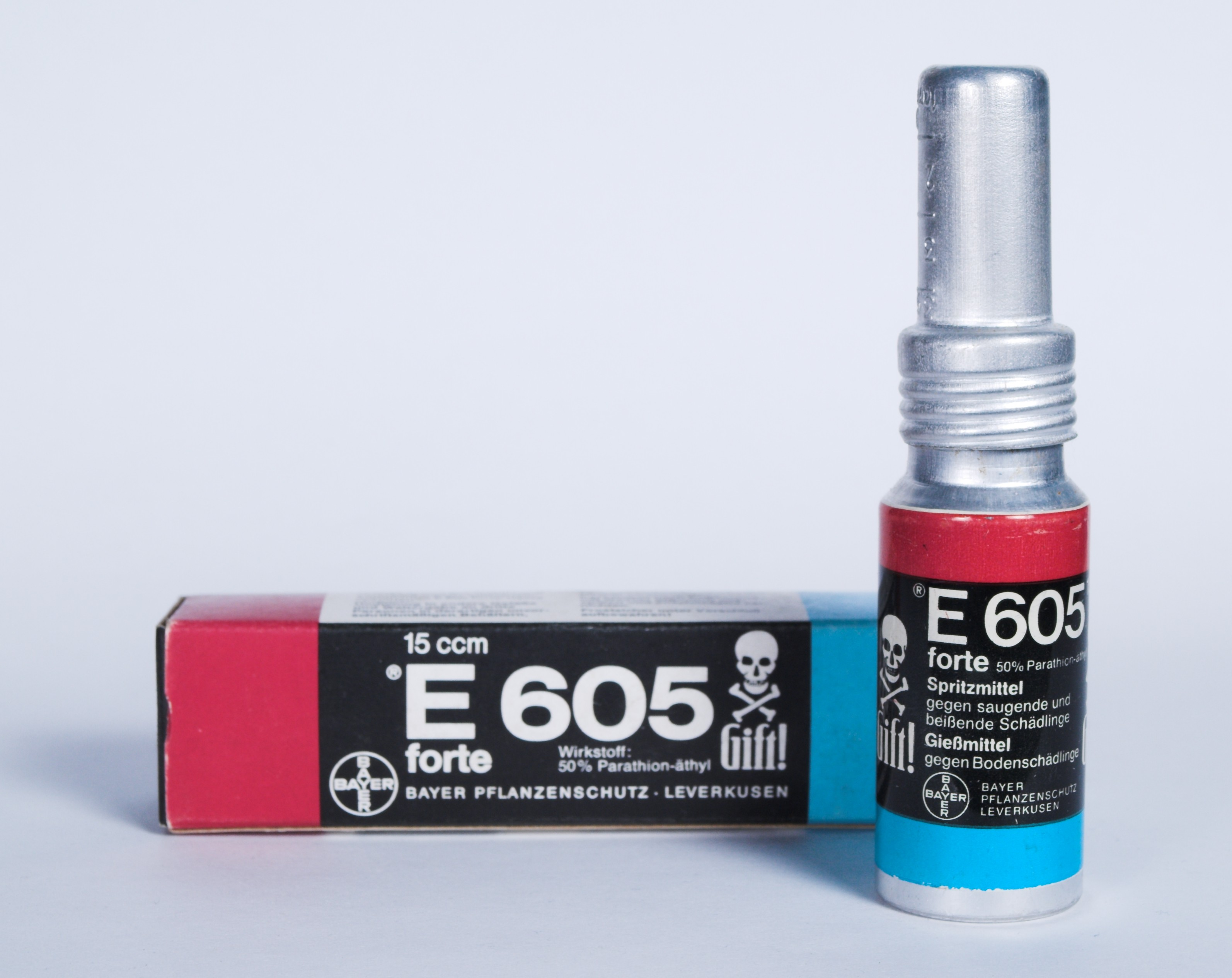
E 605 forte

Parathion wird als Insektizid und Akarizid eingesetzt. Folidol ist ein mit Parathion versetztes Öl, das länger haftet und wirkt als die wässrige Anwendung.
Im Handel als Pflanzenschutzmittel durfte „E 605 forte“ nur nach Vorlage eines Personalausweises verkauft werden, da in der Literatur bereits zahlreiche Fälle von Vergiftungen und Tötungsdelikten mit Parathion geschildert wurden. Das Pflanzenschutzmittel ist vergällt, damit es nicht versehentlich geschluckt werden kann. Häufig ist auch ein stechender Geruch festzustellen.
Am 9. Juli 2001 erließ die Europäische Kommission eine Entscheidung, welche die Abgabe, Einfuhr, Anwendung und Zulassung von Parathion enthaltenden Pflanzenschutzmitteln verbot. Nicht verboten wurde die Abgabe zur Lagerung mit anschließender Ausfuhr aus dem Gebiet der Europäischen Union. Ferner mussten alle bereits erteilten Zulassungen für solche Pflanzenschutzmittel binnen sechs Monaten zurückgenommen werden. In der Schweiz gibt es ebenfalls keine Zulassung als Pflanzenschutzwirkstoff mehr. Seit dem 8. Januar 2002, als die Zulassung parathionhaltiger Pflanzenschutzmittel (E 605 forte, E Combi, P-O-X) auslief, gilt ein generelles Verbot für den Verkauf von „E 605 forte“ im Handel sowie dessen weitere Anwendung.
Parathion blockiert die Acetylcholinesterase irreversibel und eignet sich deshalb nicht zur medizinischen Verwendung.

## Gegengifte
Gegen eine Vergiftung durch Parathion wurde lange Zeit hochdosiertes Atropin durch den Rettungsdienst eingesetzt. Atropin bindet an dieselben Rezeptoren wie Acetylcholin, ohne sie jedoch zu aktivieren. Dadurch wird das übermäßige Auslösen neuer Nervenreize vermindert. Da aber eine Überdosierung von Atropin ihrerseits eine Vergiftung darstellt, wurde die einmalige Hochdosisbehandlung ersetzt durch viele kleinere Atropingaben entsprechend der Symptomatik des Patienten.
Um die vom Parathion stammende Phosphatgruppe von der Acetylcholinesterase wieder zu lösen und die Acetylcholinesterase wieder funktionsfähig zu machen, können zudem Oxime (Obidoxim, Pralidoxim) verabreicht werden. Diese Reaktivierung der blockierten Acetylcholinesterase ist jedoch nur unmittelbar nach der Exposition mit Parathion möglich und erfordert zudem intensivmedizinische Betreuung.